# シンシナティの近隣住区の一覧

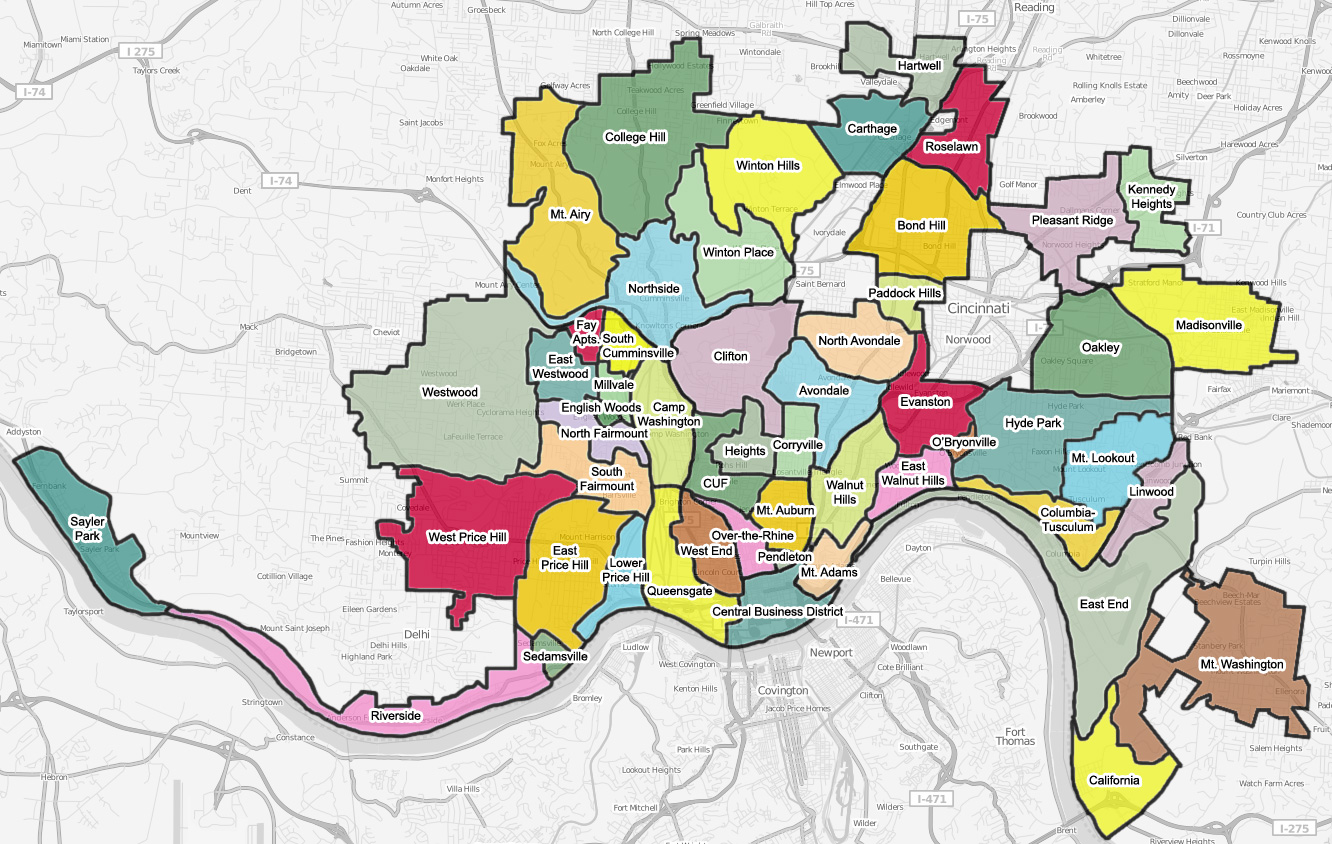
シンシナティの近隣住区地図。

シンシナティの近隣住区の一覧（シンシナティのきんりんじゅうくのいちらん）では、アメリカ合衆国オハイオ州の都市、シンシナティの市内にある近隣住区 (neighborhood) の名称を列挙する。
シンシナティは、52の近隣住区から構成されている。
近隣住区の多くは、かつて独立した村であったところが、シンシナティ市に編入されたものである。中でも重要なものは、かつての村名をそのまま維持しており、ウォールナット・ヒルズ (Walnut Hills) やマウント・オーバーン (Mount Auburn) はそうした例である。

## 一覧
近隣住区は、シンシナティ市警察の地区割りに従って、分類され、番号が与えられている。多くの近隣地区は、おもにその領域内に、より規模が小さい複数のコミュニティや、歴史的な地区を包含していたりするが、それらについても箇条書きで示す。

### 中心業務地区
1. ダウンタウン - Downtown
  - ザ・バンクス（リバーフロント） - The Banks (Riverfront)
  - 中心業務地区 - Central Business District
  - 東4丁目地区 - East Fourth Street District
  - 東製造業倉庫地区 - East Manufacturing and Warehouse District
  - フォート・ワシントン - Fort Washington
  - ライトル・パーク地区 - Lytle Park District
  - 9丁目地区 - Ninth Street District
  - レイス通り地区 - Race Street District
  - 西4丁目地区 - West Fourth Street District
2. マウント・アダムス - Mount Adams

### 第1管区 (District One)
1. オーバー＝ザ＝ライン - Over-the-Rhine
  - ブルワリー地区 - Brewery District
  - ゲイトウェイ・クオーター - Gateway Quarter
  - モホーク - Mohawk District
  - ノーザン・リバティーズ - Northern Liberties
  - シュバルツ・ポイント - Schwartz's Point
  - シカモア＝13丁目地区 - Sycamore-13th Street District
2. ペンデルトン - Pendleton
3. クイーンズゲイト - Queensgate
4. ウエスト・エンド - West End
  - ベッツ＝ロングワース地区 - Betts-Longworth District
  - ブライトン - Brighton
  - シティ・ウエスト（リンカーン・コート）- City West (Lincoln Court)
  - デイトン通り地区 - Dayton Street District
  - フレンチマンズ・コーナー - Frenchman's Corner
  - ローレル・ホームズ - Laurel Homes
5. CUF - CUF
  - クリフトン・ハイツ - Clifton Heights
  - フェアビュー - Fairview
  - ユニバーシティ・ハイツ - University Heights
6. ザ・ハイツ - The Heights
  - ローズ・ヒル - Rohs Hill
7. マウント・オーバーン（キーズ・ヒル）- Mount Auburn (Keys Hill)
  - グレンコー（インウッド、旧称：リトル・ベスレヘム）- Glencoe (Inwood, formerly Little Bethlehem)
  - ゴート・ヒル - Goat Hill
  - ジェルサレム - Jerusalem
  - プロスペクト・ヒル - Prospect Hill

### 第2管区 (District Two)
1. カリフォルニア - California
2. コロンビア＝タスカラム - Columbia-Tusculum
  - フルトン - Fulton
3. イースト・エンド - East End
4. イースト・ウォールナット・ヒルズ - East Walnut Hills
  - デサーレス・コーナー - DeSales Corner
  - エッジクリフ - Edgecliff
5. エバンストン - Evanston
  - アイドルワイルド - Idlewild
  - オブリョンビル - O'Bryonville
6. ハイド・パーク - Hyde Park
  - オブザーバトリー地区 - Observatory District
  - ダッチタウン - Dutchtown
7. ケネディ・ハイツ - Kennedy Heights
8. リンウッド - Linwood
9. マディソンビル - Madisonville
10. マウント・ルックアウト - Mount Lookout
11. マウント・ワシントン - Mount Washington
12. オークリー - Oakley
  - イーストウッド - Eastwood
13. プレザント・リッジ - Pleasant Ridge
  - Dallman's Corner
14. ウォールナット・ヒルズ - Walnut Hills
  - ギルバート＝シントン地区 - Gilbert-Sinton District
  - ギルバート・ロウ - Gilbert Row
  - ピーブルス・コーナー - Peebles' Corner

### 第2管区 (District Three)
1. キャンプ・ワシントン - Camp Washington
2. カレッジ・ヒル - College Hill
  - ハリウッド（ティークウッド）- Hollywood (Teakwood)
3. イースト・プライス・ヒル - East Price Hill
  - インクライン地区 - Incline District
  - セント・ローレンス・コーナーズ - St Lawrence Corners
4. イースト・ウエストウッド - East Westwood
5. イングリッシュ・ウッズ - English Woods
6. ローワー・プライス・ヒル - Lower Price Hill
7. ミルベール - Millvale
  - ムースウッド - Moosewood
8. マウント・エアリー - Mount Airy
  - フォックス・エーカーズ - Fox Acres
9. ノース・フェアマウント - North Fairmount
  - ノックス・ヒル - Knox Hill
10. ノースサイド - Northside (formerly Cumminsville)
  - ホフナー地区 - Hoffner District
  - ノールトン・コーナー - Knowlton's Corner
11. リバーサイド - Riverside
  - アンダーソン・フェリー（コンスタンス）- Anderson Ferry (Constance)
12. セイラー・パーク - Sayler Park
13. セダムスビル - Sedamsville
14. サウス・カミンズビル - South Cumminsville
15. サウス・フェアマウント - South Fairmount
  - バーズビル - Barrsville
16. ビレッジズ・アット・ロール・ヒル（旧称：フォイ・アパートメンツ）- The Villages of Roll Hill (formerly Fay Apartments)[2]
17. ウエスト・プライス・ヒル - West Price Hill
  - オールド・コーブデール - Old Covedale
  - シーダー・グローブ - Cedar Grove
18. ウエストウッド - Westwood
  - ラフュール・テラス - Lafeuille Terrace
  - ワーク・プレイス - Werk Place
  - ウエスタン・ヒルズ - Western Hills
  - ウエストウッド・タウン・センター - Westwood Town Center

### 第4管区 (District Four)
1. エイボンデール - Avondale
2. ボンド・ヒル - Bond Hill
3. カーテイジ - Carthage
4. クリフトン - Clifton
  - ガスライト地区 - Gaslight District
  - ルドロー・アベニュー地区 - Ludlow Avenue District
5. コリービル - Corryville
  - ショート・バイン地区 - Short Vine District
  - バーノン・ガーデンズ - Vernon Gardens
6. ハートウェル - Hartwell
7. ノース・エイボンデール - North Avondale
8. パドック・ヒルズ - Paddock Hills
9. ローズローン - Roselawn
10. スプリング・グローブ・ビレッジ（旧称：ウィントン・プレイス）- Spring Grove Village (formerly Winton Place)
11. ウィントン・ヒルズ - Winton Hills
  - ウィントン・テラス - Winton Terrace

### オハイオ州
- en:Butler County, Ohio#Communities
- en:Clermont County, Ohio#Communities
- en:Hamilton County, Ohio#Communities
  - シンシナティの外部境界 (outside city limits) 内にある飛地を含む。en:St. Bernard, Ohio, en:Elmwood Place, Ohio, en:Norwood, Ohio
- en:Warren County, Ohio#Communities

### ケンタッキー州
- en:Boone County, Kentucky#Communities
- en:Campbell County, Kentucky#Communities
- en:Kenton County, Kentucky#Communities

### インディアナ州
- en:Dearborn County, Indiana#Geography
- en:Franklin County, Indiana#Townships
- en:Ohio County, Indiana#Geography